# Carloman de Bavaria
Carloman (n. 830 d.Hr. – d. 22 septembrie 880 d.Hr., Altötting, Bayerischer Reichskreis⁠(d), Germania) a făcut parte din Dinastia Carolingiană și a fost rege al Bavariei între 876 și 879 și al Italiei de la 877 la 879.
Carloman era fiul cel mai mare al lui Ludovic Germanul, rege al Franciei Răsăritene (Germania), cu Hemma, fiică a contelui Welf.
El a condus o revoltă împotriva tatălui său în 861 și din nou doi ani mai târziu (863), exemplul său fiind urmat de ceilalți fii ai lui Ludovic Germanul, Ludovic cel Tânăr și Carol cel Gras. În 865, Ludovic Germanul a fost obligat, ca urmare a disidenței fiilor săi, să recurgă la divizarea teritoriilor sale: lui Carloman i s-a promis Regatul Bavariei, împreună cu Ostmark; Ludovic cel Tânăr primea Saxonia, împreună cu Franconia și Thuringia; iar lui Carol cel Gras îi revenea Suabia, împreună cu Raetia.
Vestea că împăratul Ludovic al II-lea murise a adus pacea între tată și fiii săi, Ludovic Germanul încercând să asigure coroana imperială pentru Carloman. Aceste manevre au fost dejucate de către Ludovic al II-lea însuși, care de fapt nu murise. În 876, Ludovic Germanul s-a stins, iar fiii i-au moștenit stăpânirile, Carloman devenind astfel rege în Bavaria. Cei trei frați s-au menținut în relații cordiale între ei, în contrast cu relațiile care existaseră între tatăl, unchii și verii lor.
După moartea regelui Carol cel Pleșuv din Francia Occidentală (Franța) din 877, Carloman a devenit și rege al Italiei, țintind de acum la preluarea coroanei imperiale, însă în 879, el a fost puternic afectat în urma unui accident, devenind infirm, drept pentru care și-a împărțit stăpânirile fraților săi. Astfel, el a acordat Bavaria lui Ludovic cel Tânăr, iar Italia lui Carol cel Gras. La un an după aceea, Carloman s-a stins din viață.
Carloman nu a avut vreo căsătorie oficială, ci doar o concubină, pe nume Litwinde. Fiului său ilegitim, Arnulf, i s-a conferit Ducatul de Carintia, iar mai târziu acesta va deveni rege al Germaniei și Italiei și împărat.